# Bitcoin Magazine
A Bitcoin Magazine a bitcoinról és a digitális valutákról szóló hírek és nyomtatott magazinok egyik első kiadója. A Bitcoin Magazine 2012-ben kezdte meg a működését. A lap társalapítói Vitalik Buterin, Mihai Alisie, Matthew N. Wright, Vladimir Marchenko és Vicente S. Jelenleg a Tennessee állambeli Nashville-ben található BTC Inc. tulajdonában és üzemeltetésében van.

## Története
Vitalik Buterin 2011-ben kezdett érdeklődni a bitcoin iránt, és társalapítója volt a Bitcoin Magazine című folyóiratnak Mihai Alisie-vel, aki felkérte őt, hogy csatlakozzon. Alisie akkoriban Romániában élt, Buterin pedig egy blognak írt. Buterin írásai felkeltették Alisie figyelmét, és ezt követően úgy döntöttek, hogy elindítják a magazint. Buterin mellékállásban vállalta a főszerkesztői szerepet, miközben egyetemre járt.
A Bitcoin Magazine 2012-ben kezdte meg nyomtatott változatának kiadását dél-koreai bázisáról, és azóta az első komoly, a kriptovalutákkal foglalkozó kiadványként emlegetik. Buterin megjegyezte, hogy heti 10-20 órát töltött írással a kiadvány számára.
2015 elején a Bitcoin Magazine-t eladták a jelenlegi tulajdonosainak, a BTC Inc-nek.
A Bitcoin Magazine egy 2014-es kiadásának egyik példányát a Smithsonian Múzeumban állították ki a Value of Money kiállítás részeként.
2021 szeptemberében a Bitcoin Magazine bejelentette, hogy elindítja kelet-európai irodáját, amelynek székhelye Kijevben található.
2021 decemberében a New England Patriots irányítója, Mac Jones partnerséget kötött a Bitcoin Magazine-nal, hogy mind bitcoin-, mind Bitcoin Magazine-előfizetéseket ajándékozzon a támadósorának.
2024 júliusában a japán Metaplanet megvásárolta a Bitcoin Magazine Japan kizárólagos jogait, így az országban elindul a magazin japán nyelven, hogy tovább oktassák az emberek a Bitcoinról, és a kriptovalutákról.

## A Bitcoin-konferencia
A Bitcoin Magazine 2019-től kezdve évente megrendezésre kerülő bitcoinkonferenciáknak ad otthont. A Bitcoin Magazine 2021 júniusában a floridai Miamiban, a Mana Wynwoodban rendezte meg a Bitcoin 2021-et. A konferencián körülbelül 12 000 résztvevő volt. El Salvador elnöke, Nayib Bukele egy előre felvett beszédben bejelentette, hogy a bitcoin törvényes fizetőeszközként való bevezetését tervezi a közép-amerikai országban.
A 2024-es Bitcoin-konferenciát Nashvilleben rendezték, ahol többek között Donald Trump is felszólal. Többen találgattak, hogy a másik elnök jelölt Kamala Harris is ott lesz, ám végül ő úgy döntött, hogy nem vesz részt az eseményen.